# Scandicci
Scandicci est une ville italienne de la ville métropolitaine de Florence, dans la région Toscane.

## Administration
| Période                                  | Période | Identité | Étiquette | Qualité |
| ---------------------------------------- | ------- | -------- | --------- | ------- |
|                                          |         |          |           |         |
| Les données manquantes sont à compléter. |         |          |           |         |

### Hameaux
Badia a Settimo, l'Olmo, Bagnese, Capannuccia, Mosciano, Pieve a Settimo, Ponte a Greve, Ponte a Vingone, Rinaldi, San Colombano, San Martino alla Palma, San Michele a Torri, San Vincenzo a Torri, Scandicci Alto, Vingone

### Communes limitrophes
Campi Bisenzio, Florence, Impruneta, Lastra a Signa, Montespertoli, San Casciano in Val di Pesa, Signa

## Jumelages
Scandicci est jumelé depuis 1969 avec la ville de Pantin (Seine-Saint-Denis).